# Via Ostiensis

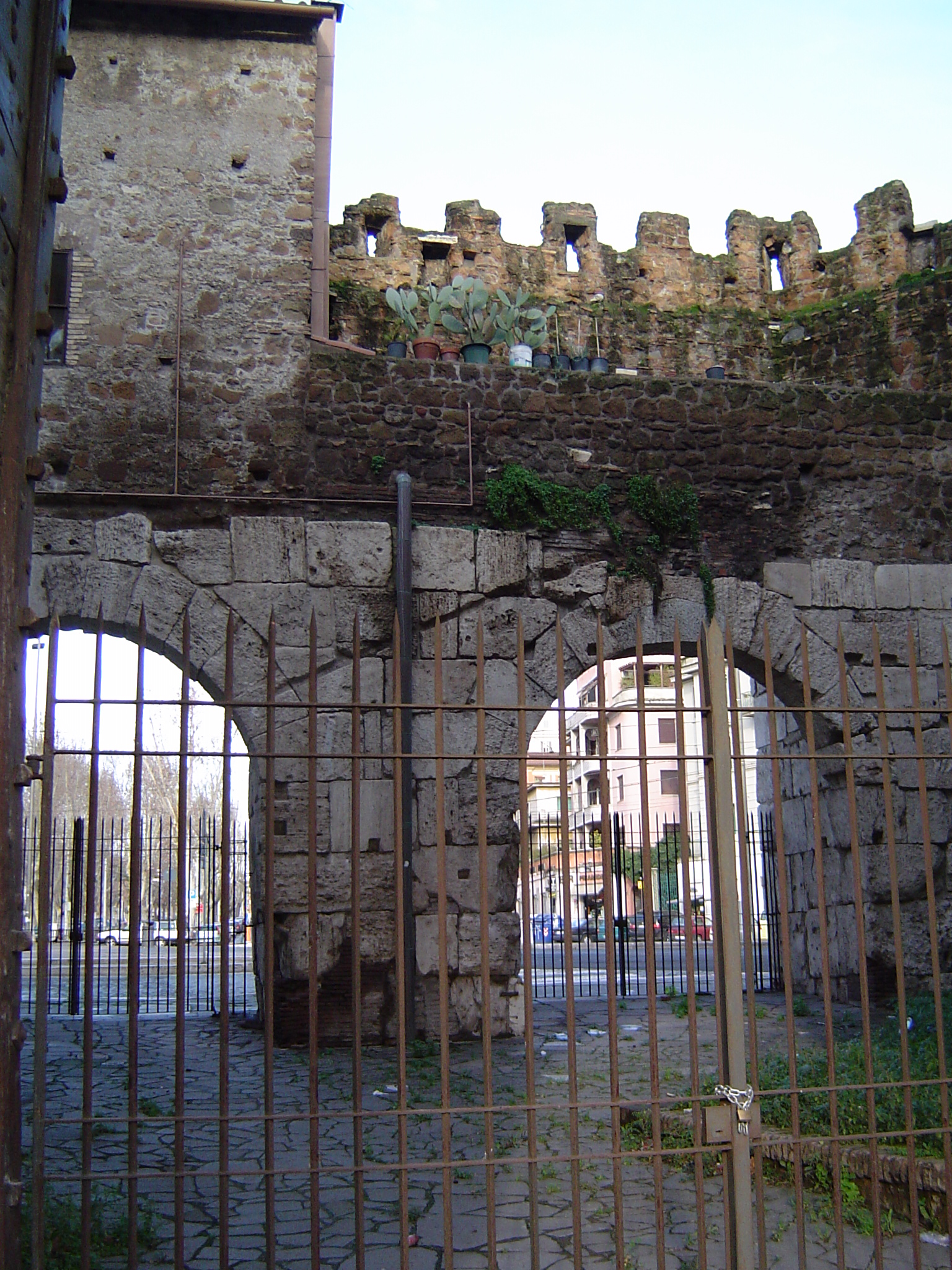
Die Porta San Paolo, durch die die Via Ostiensis führte.

Die Via Ostiensis (heute Via Ostiense) war eine antike römische Straße.

## Geografische Lage
Die Via Ostiensis verlief von Rom bis zur Hafenstadt Ostia Antica und war 30 km lang. Die Straße begann beim Forum Boarium, verließ den Bereich der Servianischen Stadtmauer durch die Porta Trigemina und führte am östlichen Ufer des Tibers entlang der Stadtmauer. Im Süden der Stadt vereinigte sie sich mit einer Straße, die aus der Porta Raudusculana nach Süden führte.
Nach dem Bau der Aurelianischen Mauer verließ die Via Ostiensis Rom erst an der Porta Ostiensis, heute Porta San Paolo.

## Geschichte
Gebaut wurde die Via Ostiensis im 3. Jahrhundert v. Chr. Wie auch die Hafenstadt Ostia gewann diese Straße vor allem im 2. Jahrhundert n. Chr. an Bedeutung. In der Spätantike verlor die Straße aufgrund von neuen Straßen an Bedeutung.
Die heutige Via Ostiense verläuft ungefähr gleich wie der antike Vorläufer.